# Zasada koncentracji
Zasada koncentracji – skupienie się narządów wewnętrznych lub zewnętrznych w jeden doskonalszy narząd, celem wzmocnienia funkcji tego narządu, np. skupienie się węzłów nerwowych u stawonogów.